# Oścień

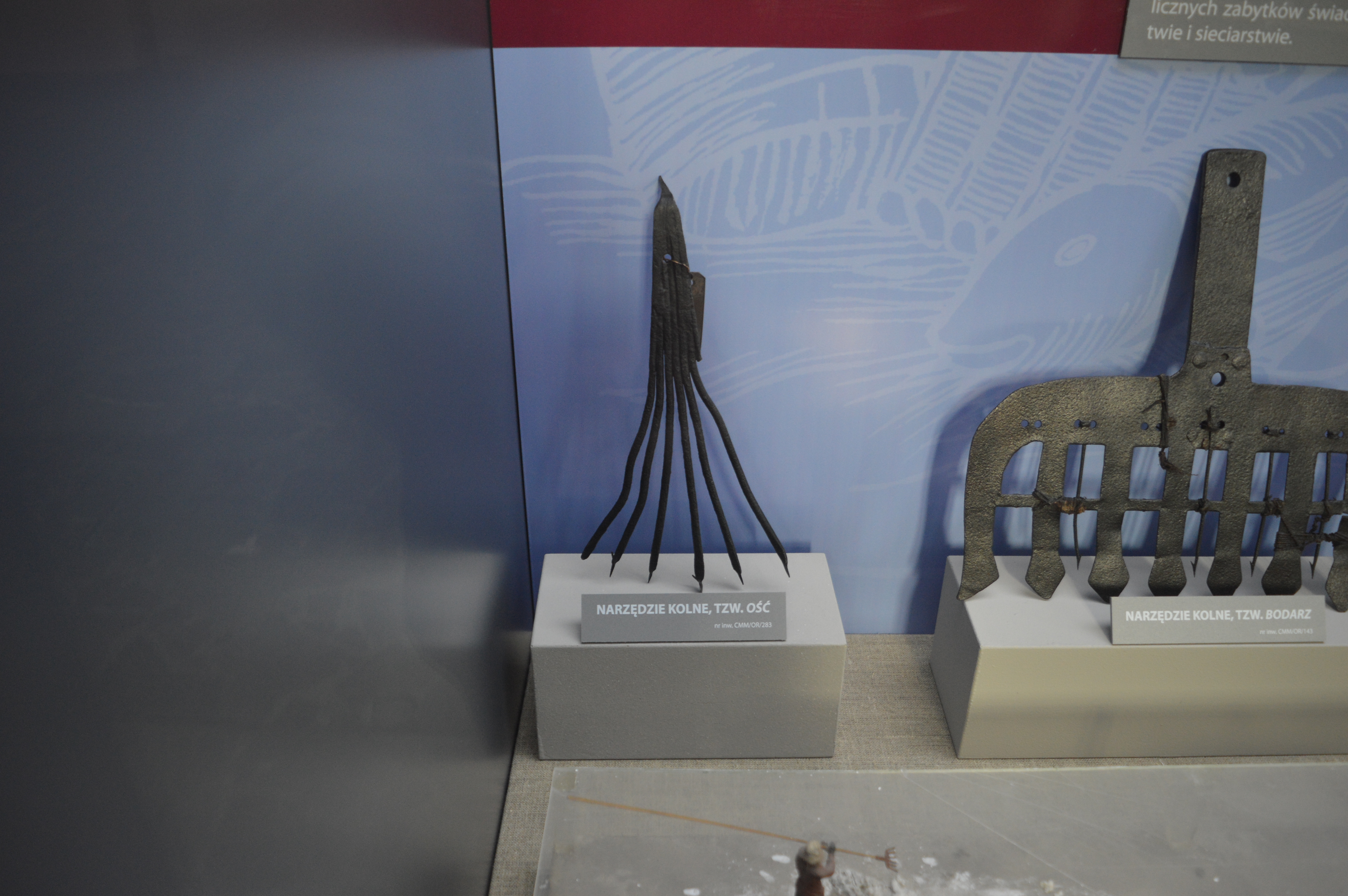
ostrze ościenia rybaków kaszubskich

Oścień (inna nazwa: ość) – rodzaj narzędzia w postaci ostrych stalowych widełek osadzonych na drewnianym trzonku, służącego do kłucia ryb przy połowie;
dawniej ościeniem zwano także spiczasty kij (kostur) do popędzania bydła.